# Chiesa di San Brunello
La chiesa di San Bruno è un edificio religioso situato nell'omonimo quartiere di Reggio Calabria. È dedicata a Bruno di Colonia, monaco e fondatore dei Certosini.
Sorta al posto di un precedente luogo di culto di pochi metri quadrati, dove già gli abitanti del luogo seguivano la santa messa, i lavori iniziano nel 1959 e terminano nel 1961. L'apertura ai fedeli è del 1962, con una cerimonia presieduta da mons. Ferro.

## Elementi architettonici
È stata costruita  su progetto dell'ingegnere Domenico Squillaci, che volle la struttura a pianta esagonale, leggermente irregolare, composta da un unico grande interno, a carena di nave capovolta.
L'altare maggiore ha un tabernacolo lavorato, a forma di cubo, ma suddiviso in quattro parti decorate con smalto e raggiunto da due pilastrini obliqui decorati a mosaico. Al centro dell'altare c'è una mensa in marmo bianco con un paliotto, su base di marmo verde, con quattro bassorilievi che rappresentano i quattro evangelisti. Le due cappellette ai lati completano il pronao. In quella di sinistra, si trova il fonte battesimale.Sulla parete di destra (di chi entra) è custodito il quadro della Madonna della Liga, dipinto dal Prestipino, copia di uno più antico che si trovava in una chiesetta demolita, che si trovava sulla strata per il borgo di Vito.